# Josef Florian
Josef Florian (9. února 1873 Stará Říše – 29. prosince 1941 Stará Říše) byl moravský katolicky orientovaný myslitel, literát, vydavatel filozofické i umělecké literatury a překladatel z francouzštiny a angličtiny.

## Život
Josef Florian pocházel z rodiny venkovského tesaře z městečka Stará Říše na Vysočině. Maturitu složil na reálce v nedaleké Telči. Krátce působil na obecní škole v Kostelní Myslové a potom odešel na vysokoškolská studia. Nejprve na techniku a odtud přešel na filozofickou fakultu. Po studiích nastoupil jako středoškolský profesor přírodopisu do Náchoda, kde se seznámil s radikální filosofií francouzského myslitele Léona Bloye. Pod jeho vlivem opustil pedagogickou dráhu a po patnácti letech se vrátil do rodného kraje. Usadil se zpět ve Staré Říši, kde se naplno projevila jeho svéráznost a zarputilost. Oženil se a svých dvanáct dětí neposílal do školy, ale vzdělával je podle svých metod doma sám.

## Dílo
Roku 1903 začal Florian ve Staré Říši s hluboce promyšlenou koncepcí vydávat dle svého názoru hodnotné a společensky potřebné knihy. Šlo o díla středověkých i novodobých myslitelů, teologickou, nábožensko-esejistickou, filosofickou i vědeckou literaturu, ale též českou beletrii (K. J. Erben, J. Zeyer, J. Deml, J. Durych, K. Schulz) i beletrii překladovou (G. K. Chesterton, F. Jammes, W. B. Yeats, R. M. Rilke, F. Kafka, G. Trakl, S. Anderson, A. Remizov, V. Rozanov). Sám přeložil více než 60 děl, především z francouzštiny (L. Bloy, J. A. Barbey d’Aurevilly, M. Schwob, Auguste Villiers de l'Isle Adam, A. Maurois, G. Marcel a M. Blondel), a úzce spolupracoval s překladatelem a editorem A. L. Střížem.
Kolem jeho vydavatelství se soustředil okruh předních českých autorů. Jeho vydavatelské dílo dosáhlo úctyhodných rozměrů. Bývá udávano přes čtyři sta titulů, z toho 140 samostatných knih, 131 sborníků a 27 výborů poezie. Mezi ilustrátory jeho knih patřili Josef Váchal, Bohuslav Reynek, Josef Čapek, Florianův syn Michael a mnoho dalších. Florianovy knihy byly zařazeny do edic Studium (1904–1912), Nova et vetera (1912–1921), Kurs (1922–1946), Nejmenší revue (1930), Archy (1926–1948) a zejména Dobré dílo (1912–1948). Poslední edice Dobré dílo tvořila vrchol práce nakladatelství nejen počtem 150 svazků, ale také zaměřením na vrcholná díla české i světové beletrie. Výbor jeho vzpomínek byl vydán posmrtně v tisku Okolo našich (1945). 
Díla vycházející v jeho nakladatelství v letech 1912–1925 tiskla moravská tiskárna Kryl & Scotti v Novém Jičíně. Tu v roce 1909 založil Ferdinand Scotti a Karel Kryl, dědeček známého zpěváka a básníka Karla Kryla. Výjimku tvořilo období od podzimu 1915 do jara 1919, kdy tiskárna nefungovala, protože oba tiskaři sloužili v rakouské armádě na frontách první světové války.
Pobyt u Josefa Floriana ve Staré Říši výrazně ovlivnil tvorbu Jana Čepa.
Josef Florian zemřel doma po návratu z třebíčské nemocnice, dne 29. prosince 1941.

## Potomci
Jeho děti šly většinou v otcových stopách a zájem o umění přešel i na některá z jeho vnoučat. Vynikl grafik Michael, dále řezbář, malíř a restaurátor Jan, také varhaník, tvůrce betlémů a ilustrátor Metoděj, varhanice a malířka Anna nebo malířka Marie, která se provdala za malíře Ottu Stritzka. Malířkou se stala i jejich dcera Juliana roz. Stritzková, druhá manželka Ivana Martina Jirouse, jenž skrze ni navázal vztah s Florianovým rodným krajem a nějakou dobu zde žil.
Syn Gabriel (1924–2011) se stal restaurátorem a pozoruhodným amatérským astronomem a podílel se s bratrem Janem na vzpomínkové publikaci Být dlužen na duši (redaktor Aleš Palán).
Z dětí Josefova syna Jana: Miriam Prokopová (roz. Marie Florianová, *1963) je malířka a fotografka, Jan Florian (ml.) je sochař, Magdalena Křenková (*1966) je malířka, restaurátorka a básnířka, Václav Florian je malíř, Karla Nixová je grafička a fotografka.